# Dekatron

A dekatron működés közben

A dekatron, más néven dekádszámláló-cső egy speciális elektroncső. Gáz töltésű, glimm kisülés elvén működő számlálócső. Fontos alkatrésze az elektroncsöves számítógépeknek. Többféle változatban készült. Ezek számláló-, szelektor-, nomotron- és regisztercsövek.
A számlálócsövek tipikusan 10 (nagy ritkán 12) bemenő impulzus hatására egy impulzust ad a kimenetén. A szelektorcső 10 kimenete közül mindig csak egy aktív, és a kimeneteket a bemenő impulzusokkal lehet léptetni, előre vagy hátra, a léptetés irányának megfelelően. A regisztercsövek csak kijelzésre képesek. Mivel a glimm kisülés fényjelenség, így a számlálócső állapota leolvasható a cső ablakán keresztül. Ugyanez a tulajdonságuk teszi lehetővé, hogy a számláláson felül egyben kijelzőként is használhatóak. A nomotroncső egy olyan dekatron, melynek ablakán keresztül feliratokkal ellátott tárcsa segítségével olvasható le a cső állapota.
A gáztöltet tekintetében két változat terjedt el. A neonnal töltött, melynek színe narancs-vörös, és az argonnal töltött, melynek színe ibolya.

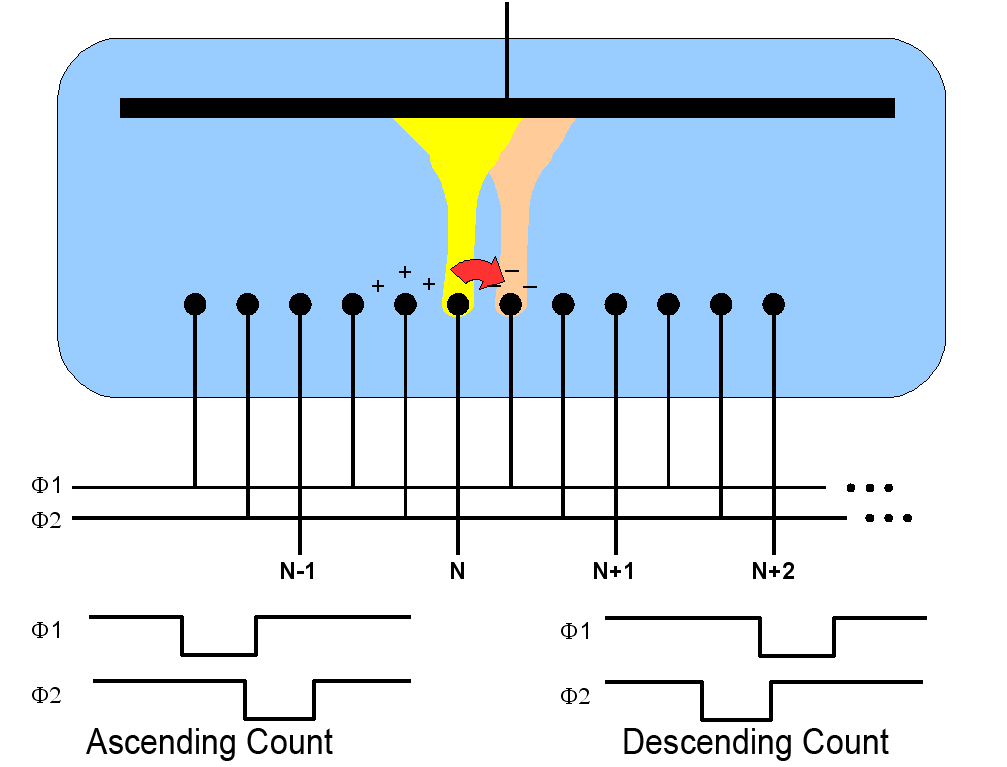
A fáziskésleltetett impulzusok határozzák meg a számlálás irányát

Háromfázisú számlálónak is szokták nevezni, ezzel utalva a számlálás/léptetés mechanizmusára. Egy dekatron tipikusan két vezérlőbemenettel rendelkezik. A bemeneteket ugyanazzal a bejövő impulzussal vezérlik, de két bemenet közül az egyikre fáziskésleltetéssel érkezik meg a jel. Az első impulzus kilépteti a csövet a stabil állapotából, míg a második impulzus előkészíti a következő stabil állapothoz. Az impulzusok lefutása után a cső ismét stabil állapotba kerül. Stabil állapotban mindig valamelyik kimenet aktív. Szelektorcsöveknél valamelyik kimenet, számlálócsöveknél vagy a „return” nevű gyűjtő elektróda, vagy az „átvitel” kimenet. Az átvitel kimenettel egy újabb dekatront lehet vezérelni, újabb 10-es frekvenciaosztást, vagy magasabb helyi értékű számlálást megvalósítva. Attól függően, hogy a vezérlőbemenetek milyen előjelű fázistolással kapják meg a bejövő impulzust, lehet vezérelni, hogy előre vagy hátra léptessen/számláljon, avagy összeadjon vagy kivonjon az áramkör.
A dekatron csövek az 1940-es évektől az 1970-es évekig voltak általánosan használatban számítógépekben, számológépekben, illetve különféle műszerekben. Bár a dekatron elnevezést általánosságban használjuk a számlálócsövekre, valójában ez a nottinhamshire-i Beestonban működő Ericsson Telephones Ltd (ETL) (mely nem azonos a svéd Ericsson AB-val) levédett márkaneve, mely az általuk gyártott számlálócsövek márkaneve volt.